# 広田町 (名古屋市)
広田町（ひろたちょう）は愛知県名古屋市中川区にある町名。現行行政地名は広田町1丁目から広田町3丁目。住居表示未実施。

## 地理
名古屋市中川区の中央部に位置し、東に大塩町、西に草平町、南に東中島町、北に的場町に接する。

## 歴史
- 1961年（昭和36年）3月25日 - 中川区荒子町・中島新町の各一部により、同区広田町として成立[5]。
- 1982年（昭和57年）5月16日 - 中島新町の一部を編入し[5]、一部が東中島町に編入される[6]。

## 世帯数と人口
2019年（平成31年）2月1日現在の世帯数と人口は以下の通りである。
| 町丁   | 世帯数  | 人口  |
| ------ | ------- | ----- |
| 広田町 | 414世帯 | 907人 |

## 学区
市立小・中学校に通う場合、学校等は以下の通りとなる。また、公立高等学校に通う場合の学区は以下の通りとなる。
| 番・番地等 | 小学校               | 中学校               | 高等学校 |
| ---------- | -------------------- | -------------------- | -------- |
| 全域       | 名古屋市立中島小学校 | 名古屋市立高杉中学校 | 尾張学区 |

## その他

### 日本郵便
- 郵便番号 : 454-0867[2]（集配局：中川郵便局[9]）。